# 노마이가이
노마이가이(광둥어: 糯米雞)는 연잎에 찹쌀과 닭고기, 표고, 랍청, 파 등을 넣어 쪄내는 딤섬이다.

## 이름
광둥어 "노마이가이(糯米雞)"는 "찹쌀 닭고기"라는 뜻이다. "노마이(糯米)"는 "찹쌀"을 뜻하며, "가이(雞)"는 "닭"을 뜻한다.

## 사진 갤러리

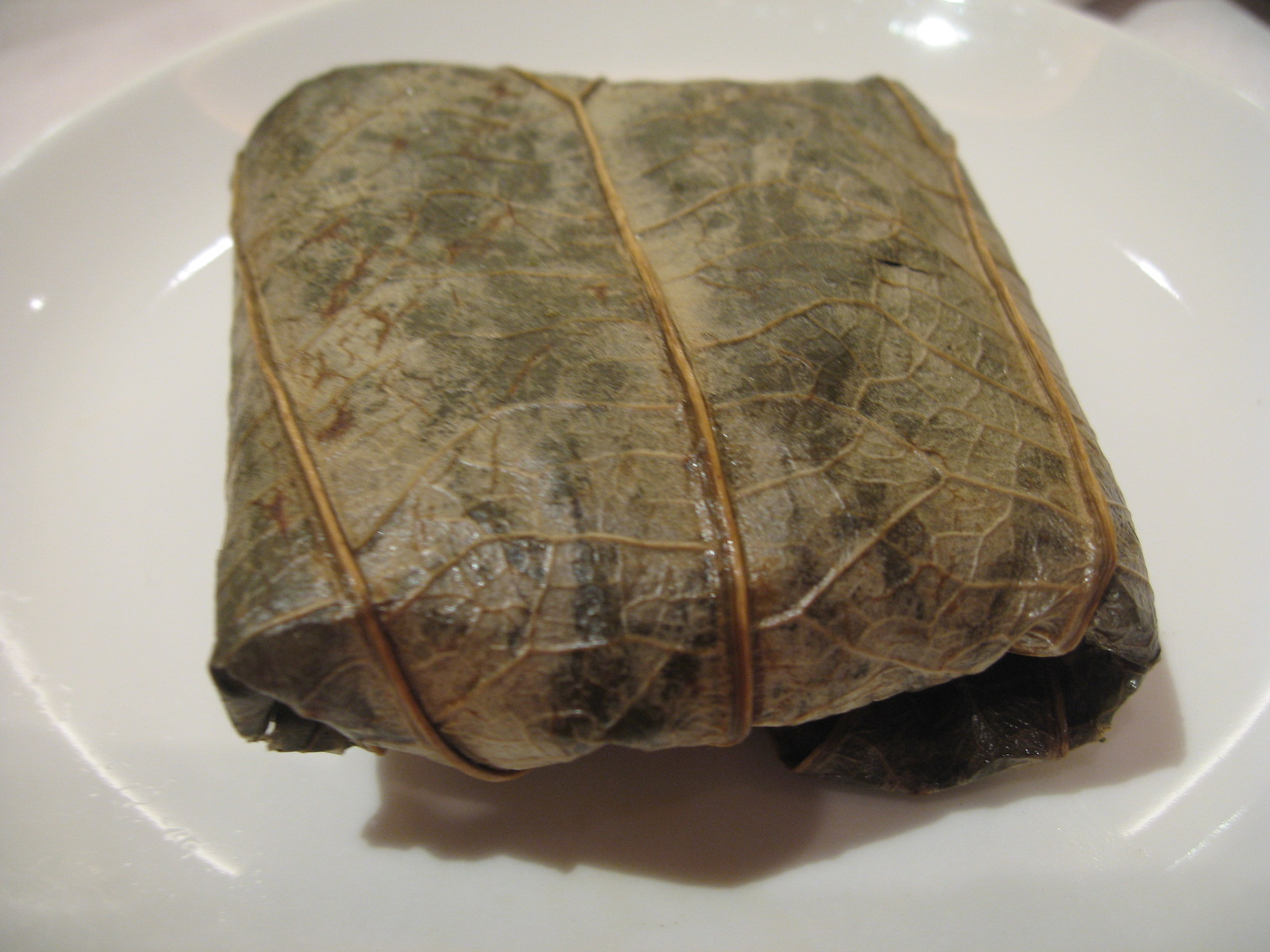
노마이가이 겉모습
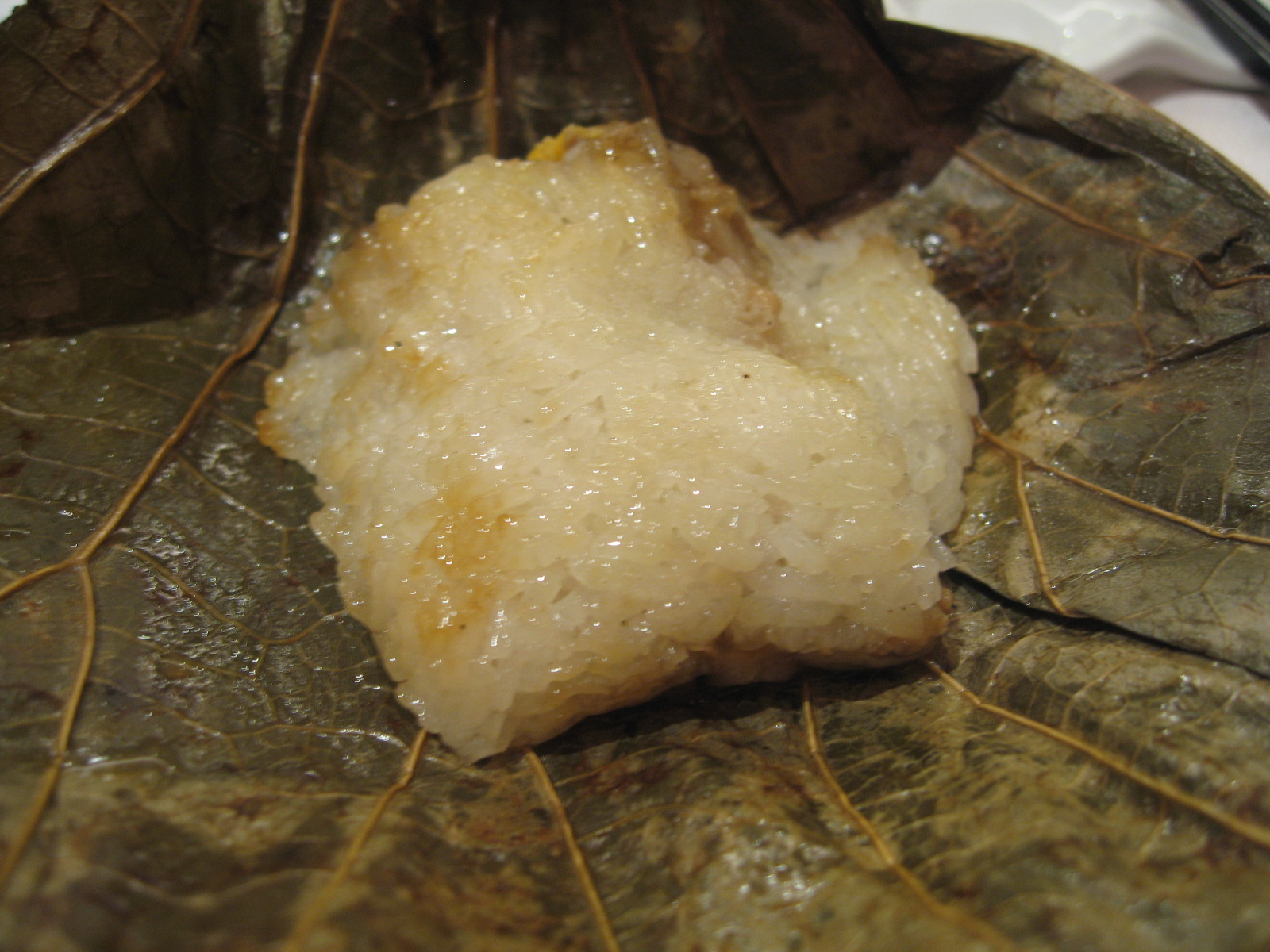
연잎을 벗겨낸 노마이가이
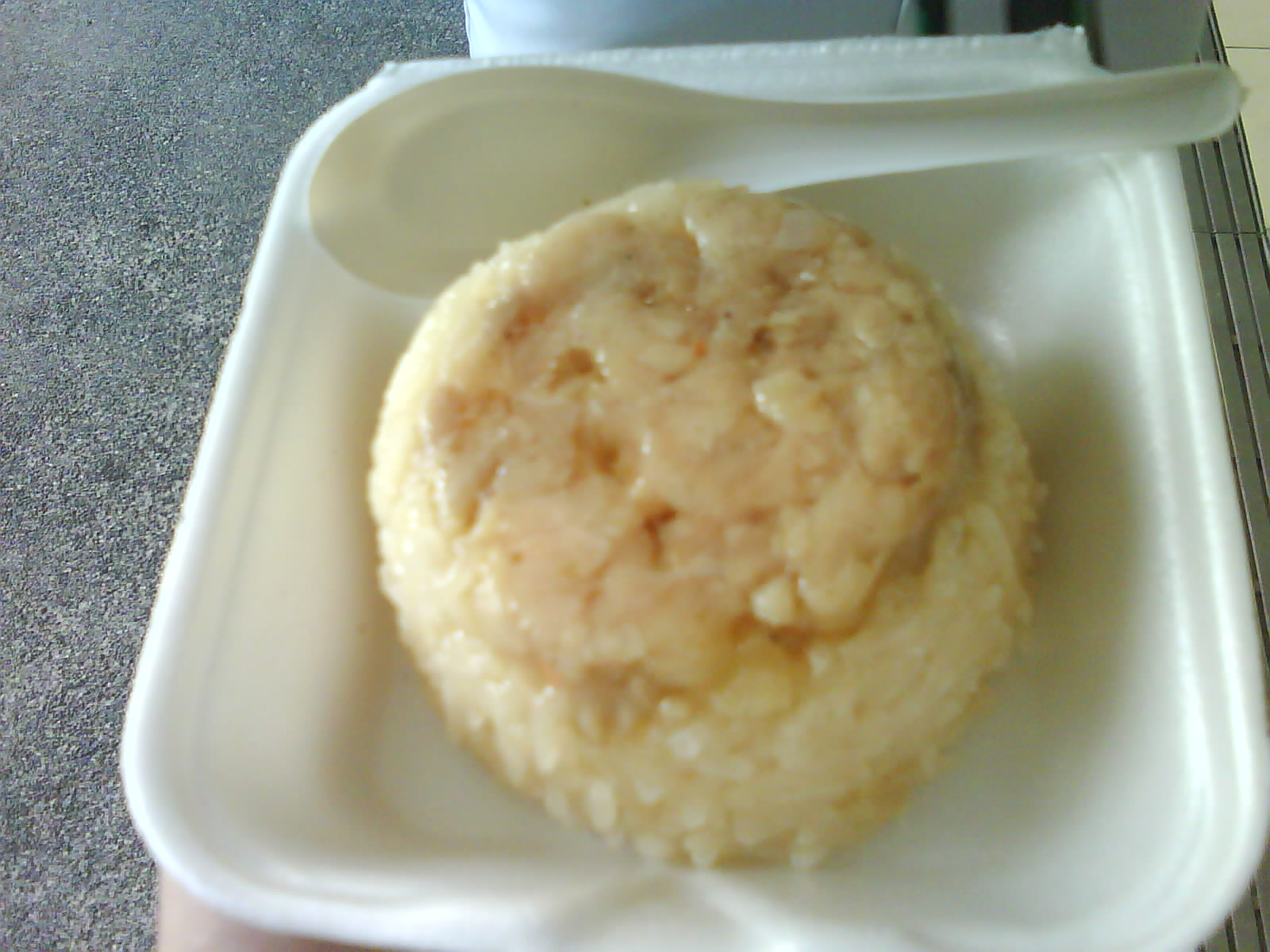
포장한 노마이가이

## 같이 보기
- 연잎밥